# 右玉城汽车站旧址
右玉城汽车站旧址位于中华人民共和国山西省右玉县右卫镇二街居委会右玉城南关路东，第三次全国文物普查后列入第一批朔州市文物保护单位。汽车站为砖木结构，建于1958年，墙外涂有公路徽标、车站标识和“继承毛主席遗志、听从华主席指挥”的标语，富有时代特色。